# Aleurites rockinghamensis
Aleurites rockinghamensis là một loài thực vật có hoa trong họ Đại kích. Loài này được Henri Ernest Baillon mô tả khoa học đầu tiên năm 1866 như là một thứ (var.) với danh pháp Aleurites moluccanus var. rockinghamensis. Năm 1996 Paul Irwin Forster nâng cấp nó thành loài độc lập.

## Từ nguyên
Tính từ định danh rockinghamensis lấy theo tên vịnh Rockingham ở đông bắc Queensland.

## Phân bố
Loài cay gỗ cao tới 30 m này là bản địa viễn bắc Queensland (Australia) cũng như được tìm thấy tại các vùng núi thấp tại tỉnh Morobe và tỉnh Trung Ương ở miền nam Papua New Guinea.

## Hình ảnh

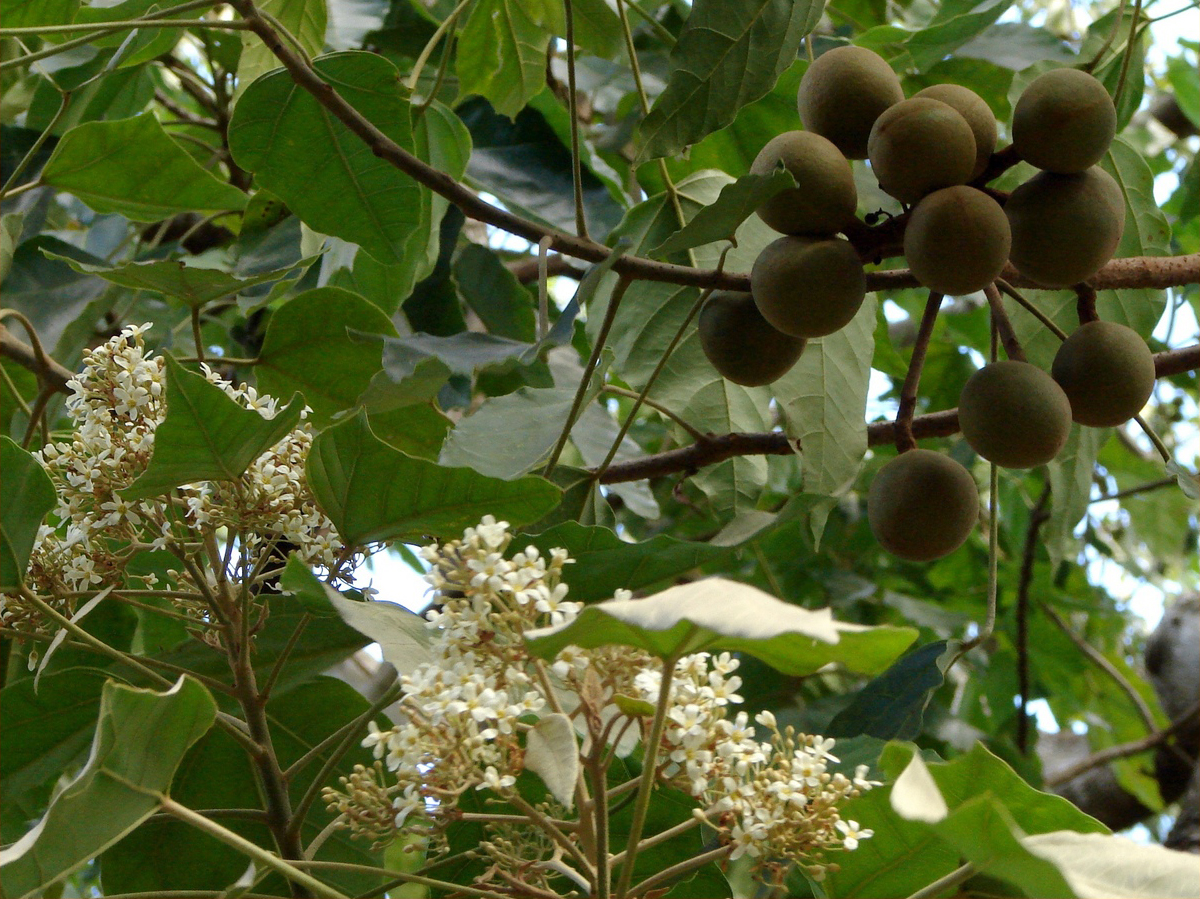
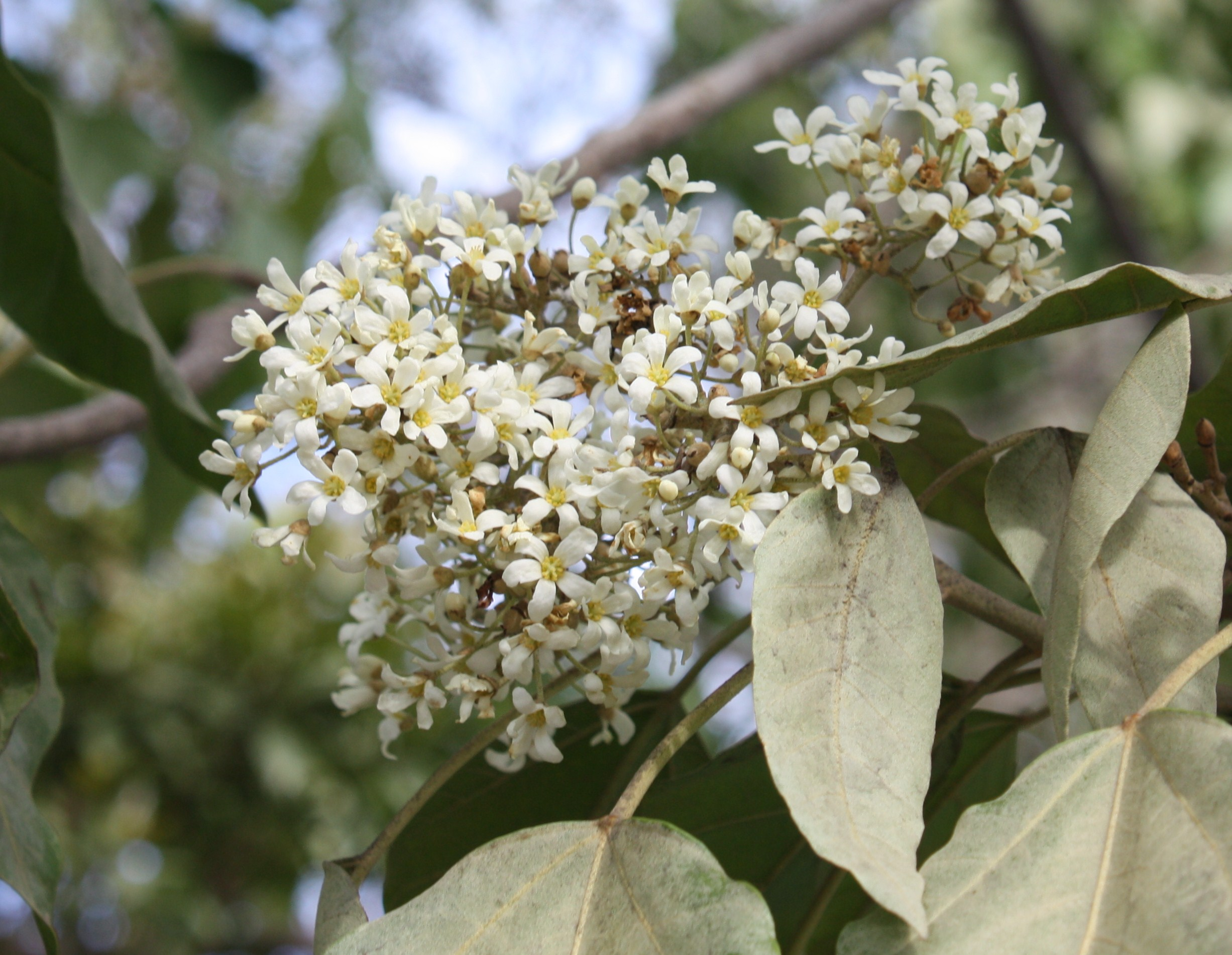
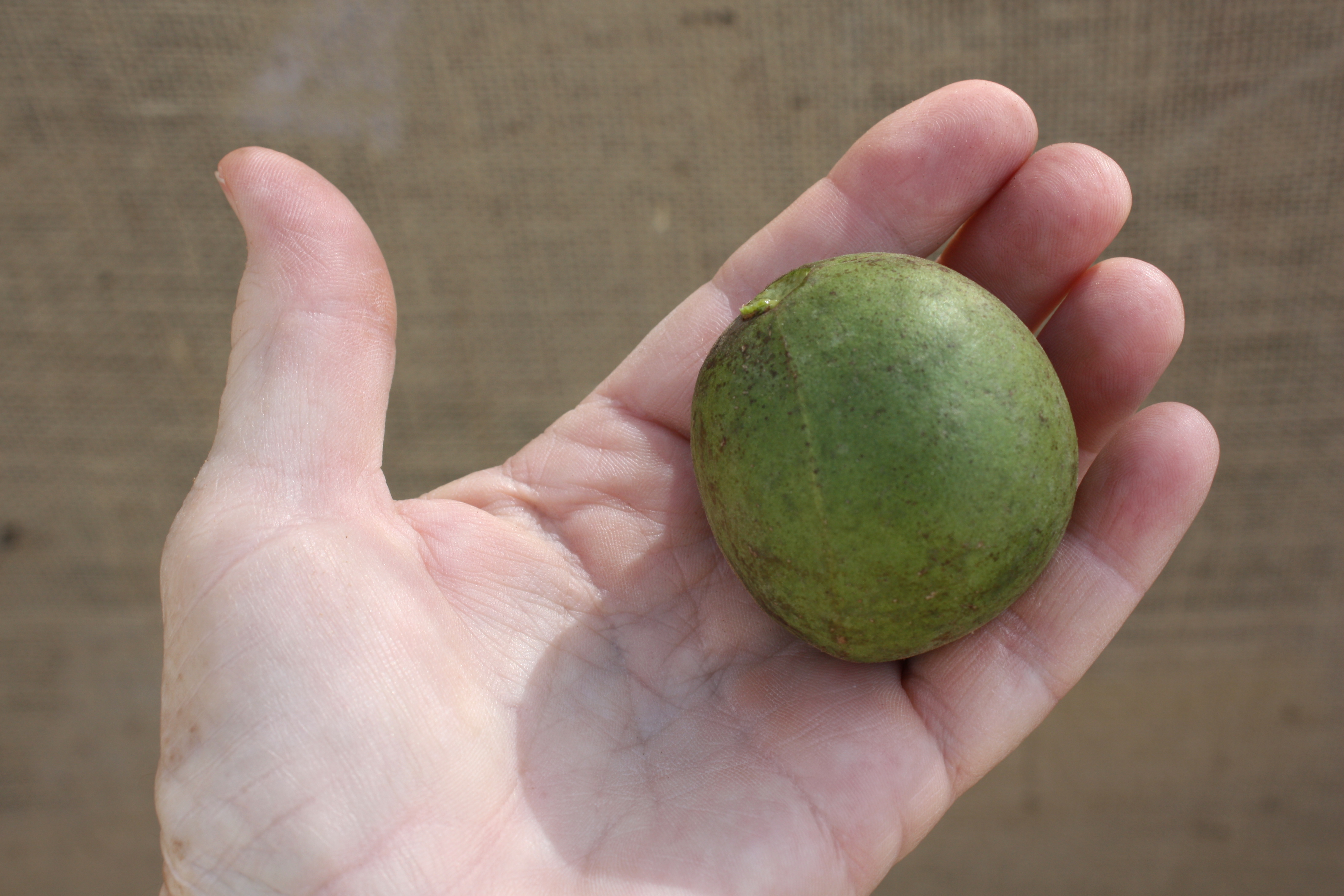
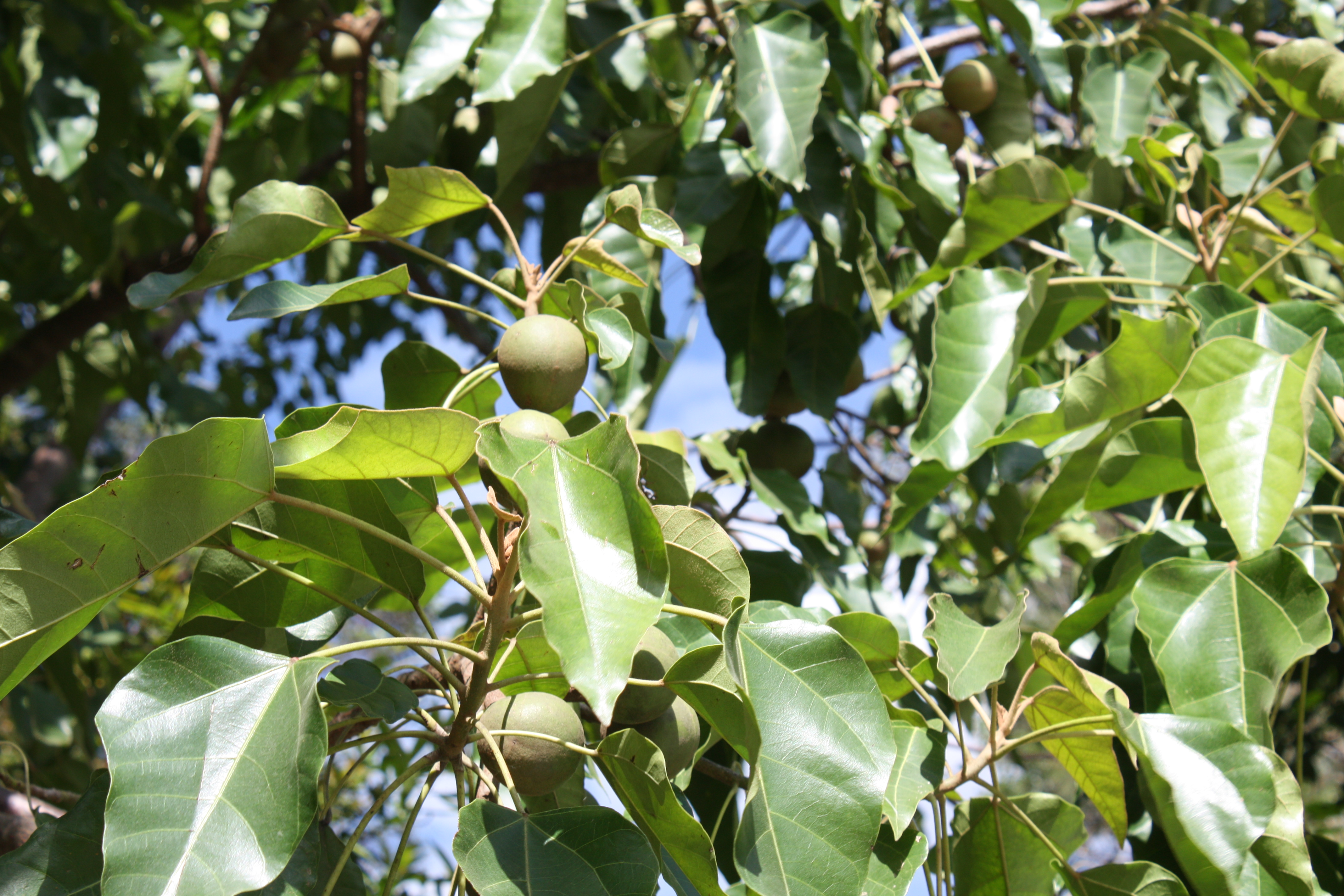